# Ferdinand von Schorlemer
Ferdinand Franz Karl Wilhelm von Schorlemer (* 3. Dezember 1870 in Lippstadt; † 21. Juli 1935 in Marquartstein) war ein preußischer Landrat.

## Leben

### Herkunft und Familie
Ferdinand von Schorlemer entstammte dem westfälischen  Uradelsgeschlecht Schorlemer. Sein Vater war Wilhelm von Schorlemer  (Landrat des Kreises  Lippstadt), seine Mutter Marie Luise Wilhelmine Charlotte Maximiliane von Elmendorff. Sein Onkel Burghard war Politiker und Gründer des Westfälischen Bauernvereins. Sein Cousin Friedrich war Landrat des Kreises Ahaus.
Am 18. Dezember 1902 schloss Ferdinand in Lippstadt die Ehe mit Margarete Cosack (geb. Mentzelsfelde).

### Beruflicher Werdegang
Nach dem Abitur am Gymnasium Vechta im Jahre 1889 studierte er an den Universitäten Lausanne und Berlin Rechtswissenschaften und wurde am 16. Dezember 1896 Referendar am Oberlandesgericht Kiel. Er wechselte in die Verwaltung und war 1899 bei der Regierung Arnsberg als Referendar tätig. 1902 zum Regierungsassessor ernannt, wurde er an das Polizeipräsidium Magdeburg überwiesen. Nach Stationen bei der Polizeidirektion Kiel und der Regierung Hannover wurde Schorlemer am 18. Juni 1906 mit der kommissarischen Verwaltung des Landratsamtes Warburg beauftragt und am 13. März 1907 definitiv zum Landrat des Kreises Warburg ernannt. Er blieb bis zum 30. September 1919 in diesem Amt. Seine Hauptsorge galt der Landwirtschaft. Durch sein freundliches Wesen erwarb er sich die Wertschätzung der Kreisbevölkerung. Während seiner Amtszeit wurde das neue Kreishaus gebaut. 1916/1917 reiste er als Delegierter des DRK mit Hilfsgütern in den Raum Dünaburg an die Ostfront.
Er wechselte in die Landesfinanzverwaltung und war zuletzt Landesfinanzamtsdirektor (Abteilungsleiter Besitz- und Verkehrssteuern). Aus Gesundheitsgründen musste Schorlemer am 31. Oktober 1933 vorzeitig in den Ruhestand gehen.
Schorlemer war Mitglied der Zentrumspartei und von 1918 bis 1919 Mitglied des Westfälischen Provinziallandtages.

## Einzelnachweis
1. ↑  Warburger Kreisblatt vom 1. Mai 1939, Jubiläumsausgabe zum 100-jährigen Bestehen